# Louis Martinetti, contorsionniste
Pour plus de détails, voir Fiche technique et Distribution.
Louis Martinetti, contorsionniste est un film américain réalisé par William Kennedy Laurie Dickson, sorti en 1894.
Ce film est un des premiers tournés avec la première caméra argentique à défilement linéaire vertical, la caméra Kinétographe, au format 35 mm de large, à deux paires de quatre perforations par photogramme, conçue par Dickson et Heise à partir des croquis de Thomas Edison et du premier modèle qui faisait dérouler horizontalement la pellicule de 19 mm de large, à six perforations en bas du cadre.

## Synopsis
Louis Martinetti exécute plusieurs figures de contorsions sur anneaux pendants.

## Fiche technique
- Titre français : Louis Martinetti, contorsionniste
- Titre original : Louis Martinetti
- Autre titre : Luis Martinetti (Contortionist)
- Réalisation : W.K.L. Dickson
- Photographie : William Heise
- Production : Edison Manufacturing Company
- Pays de production :  États-Unis
- Format : 35 mm à double jeu de 4 perforations rectangulaires Edison par photogramme, noir et blanc, muet
- Durée : 17 secondes (le film original durait une trentaine de secondes)